# Orpesa
Ne doit pas être confondu avec Oropesa.
Orpesa, en valencien, ou Oropesa del Mar, en castillan (dénomination officielle bilingue depuis le 17 juin 1991,), est une commune d'Espagne de la province de Castellón dans la Communauté valencienne. Elle est située dans la comarque de Plana Alta et dans la zone à prédominance linguistique valencienne.

## Géographie

Localisation d'Orpesa
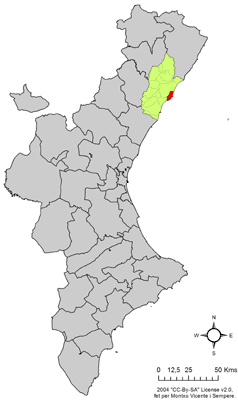
dans la Communauté valencienne.
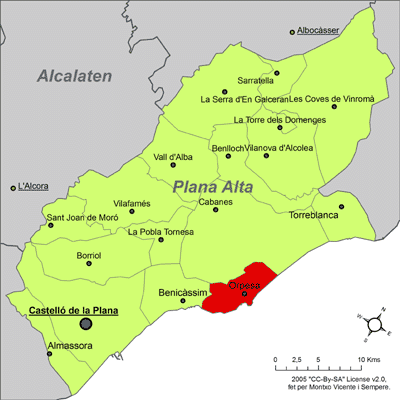
dans la comarque de Plana Alta.

## Histoire
Pour des articles plus généraux, voir Espagnes médiévales et Reconquista.

## Les Hospitaliers
En 1169, Alors qu'il se trouvait à Jaca dans le nord de l'Aragon, le roi Alphonse le Chaste fit don aux Templiers des châteaux à conquérir de Xivert et de Orpesa (es). Cependant la forteresse d'Orpesa avait été promise aux Hospitaliers de l'ordre de Saint-Jean de Jérusalem en 1149 par Raimond-Bérenger IV de Barcelone et lorsqu'elle fut finalement conquise au XIIIe siècle, elle leur fut assignée (1235). Les Hospitaliers y fondent une commanderie qu'ils échangent finalement pour des biens à Borriana en 1249 puis les Templiers essayent de racheter Orpesa à la fin du XIIIe siècle mais sans succès.

## Sites et monuments

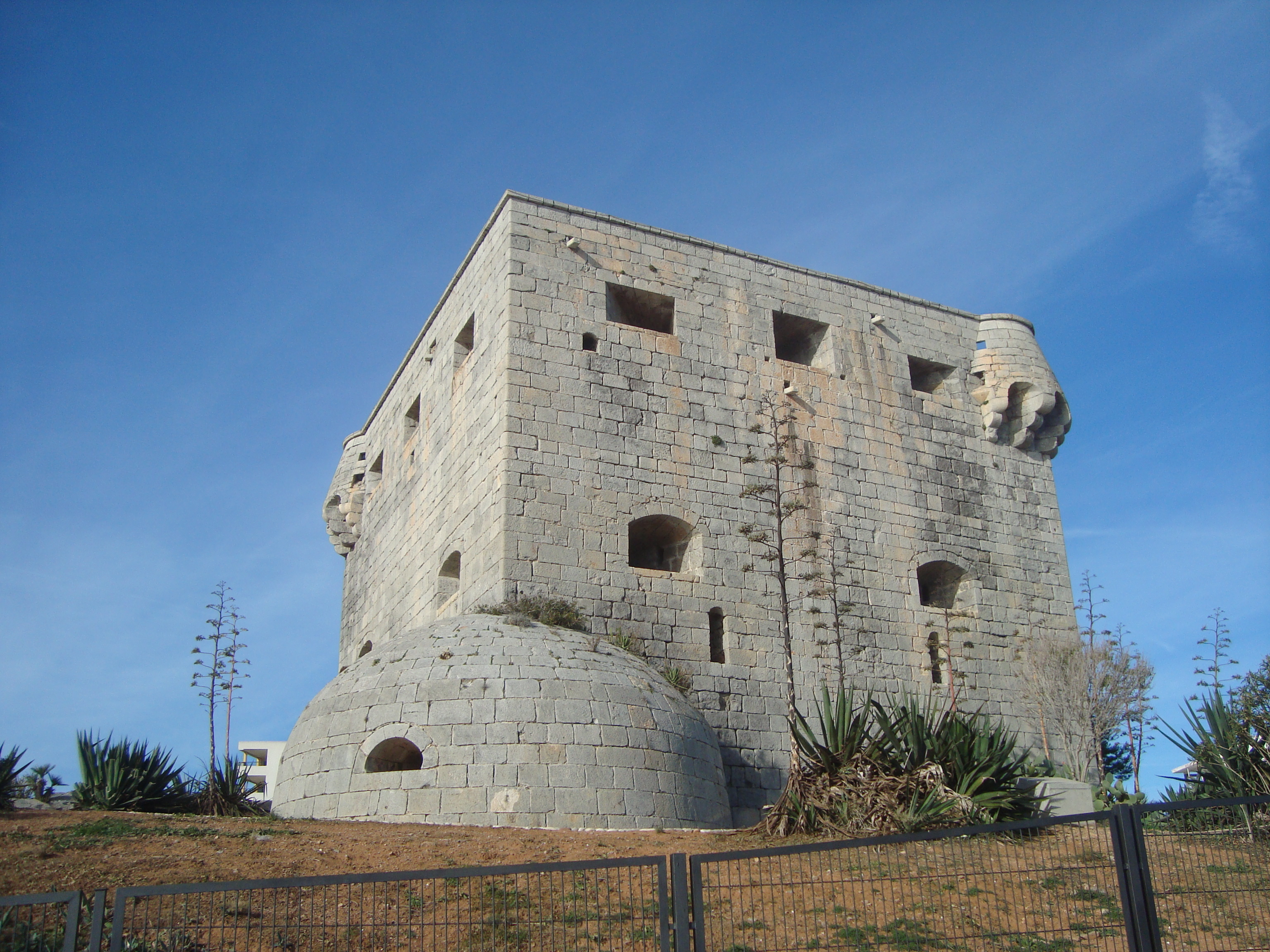
Tour du Roi.
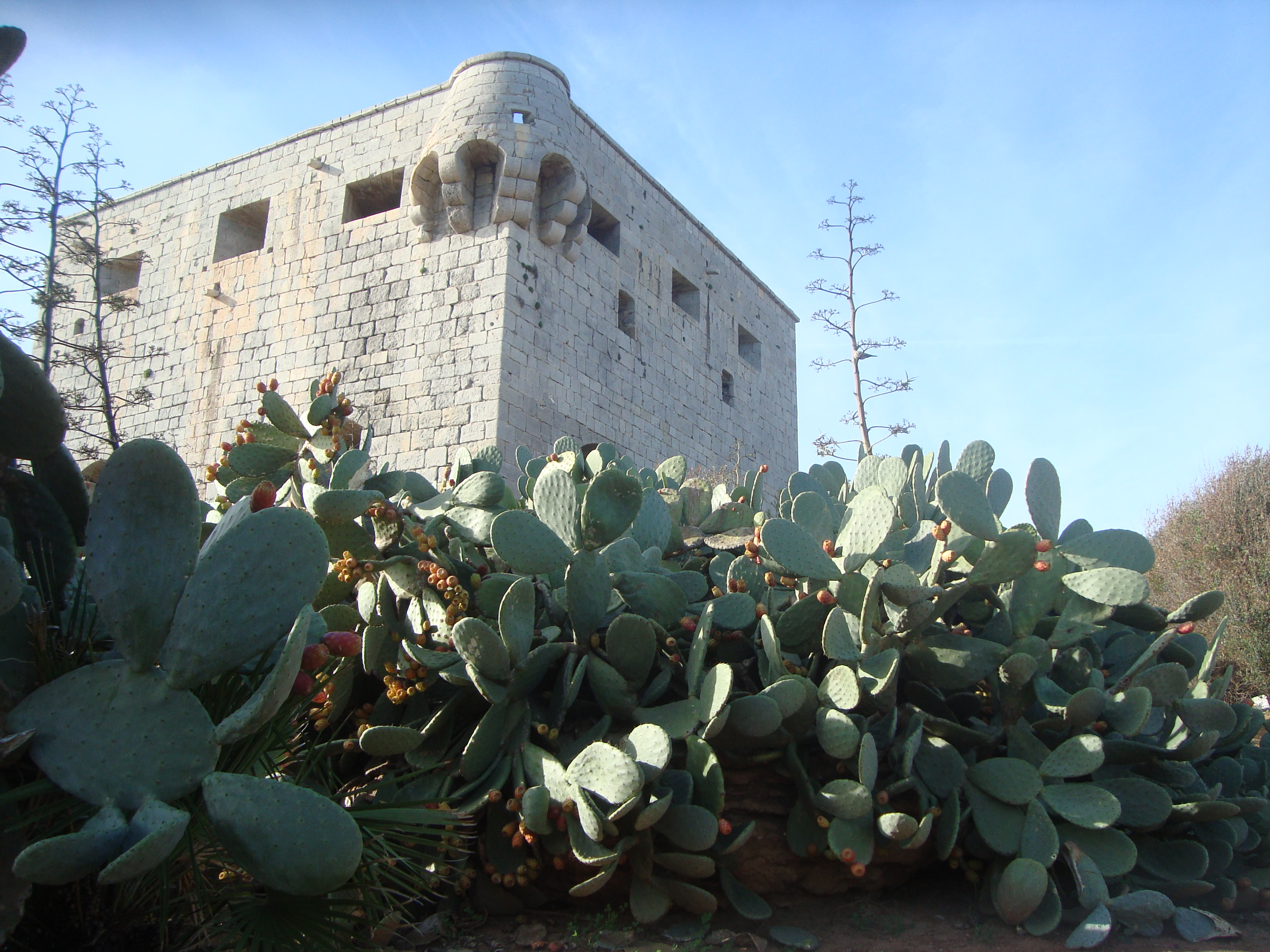
Tour du Roi.
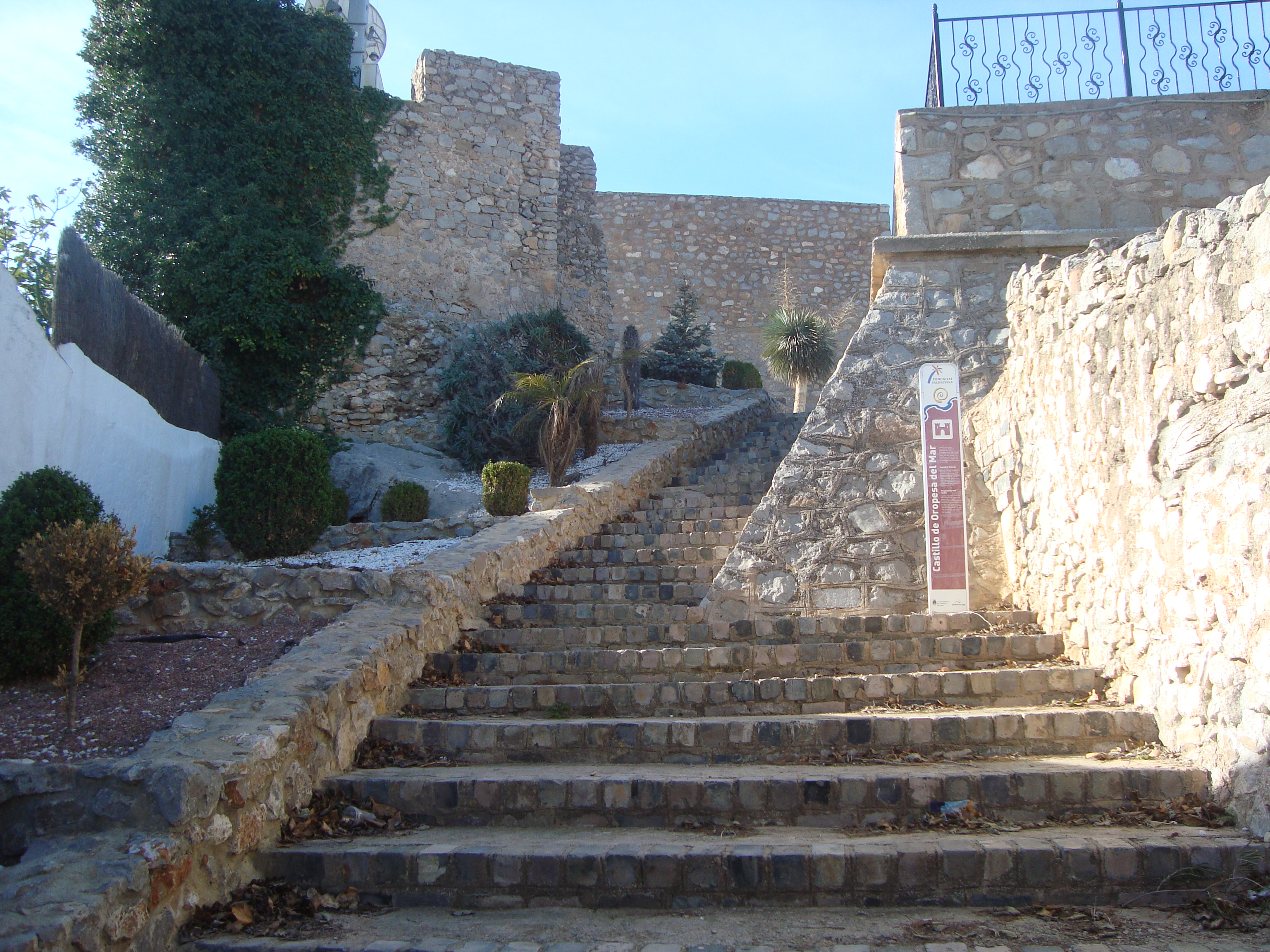
Château d'Orpesa (es).

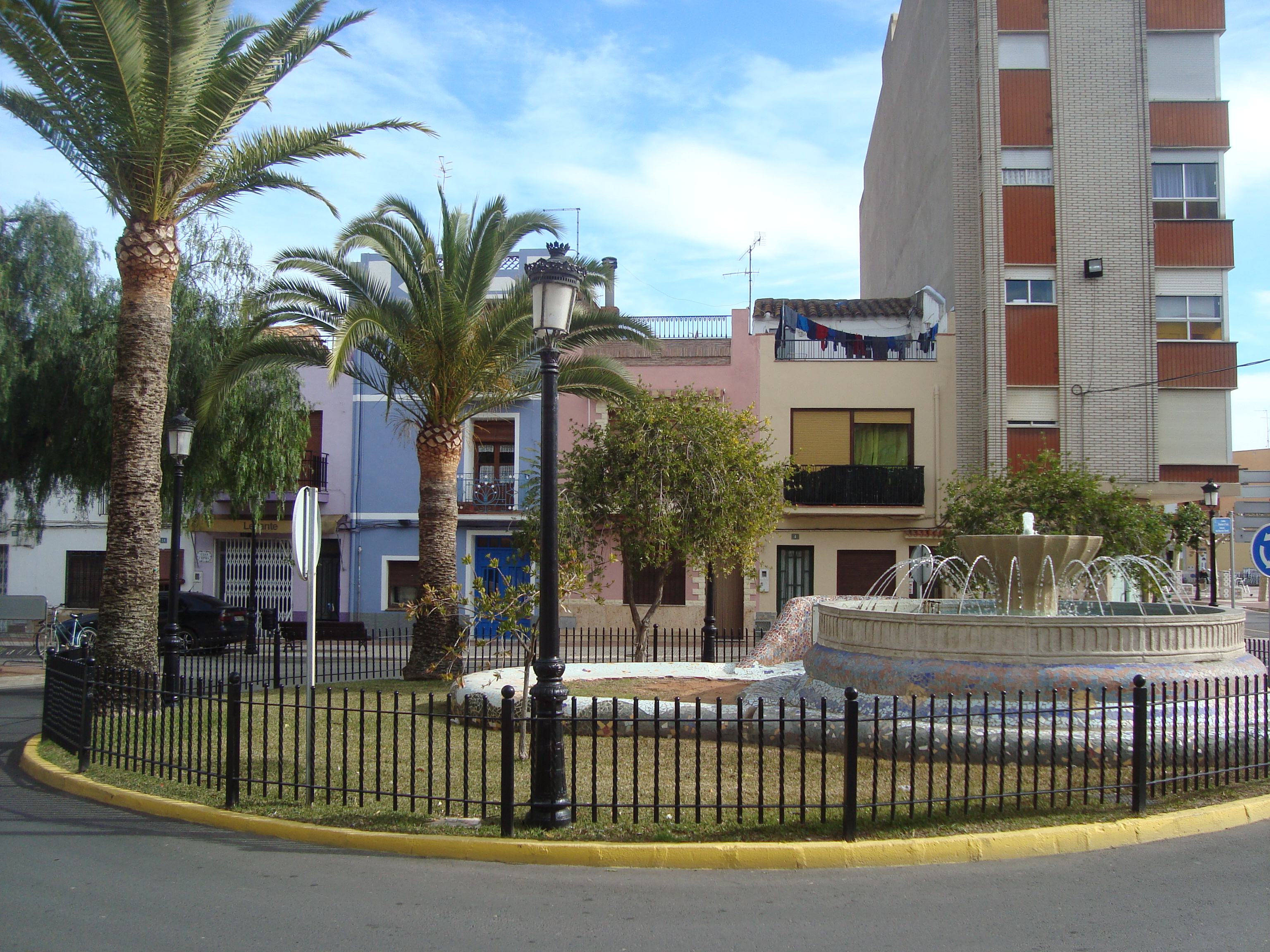
Vue d'Orpesa.
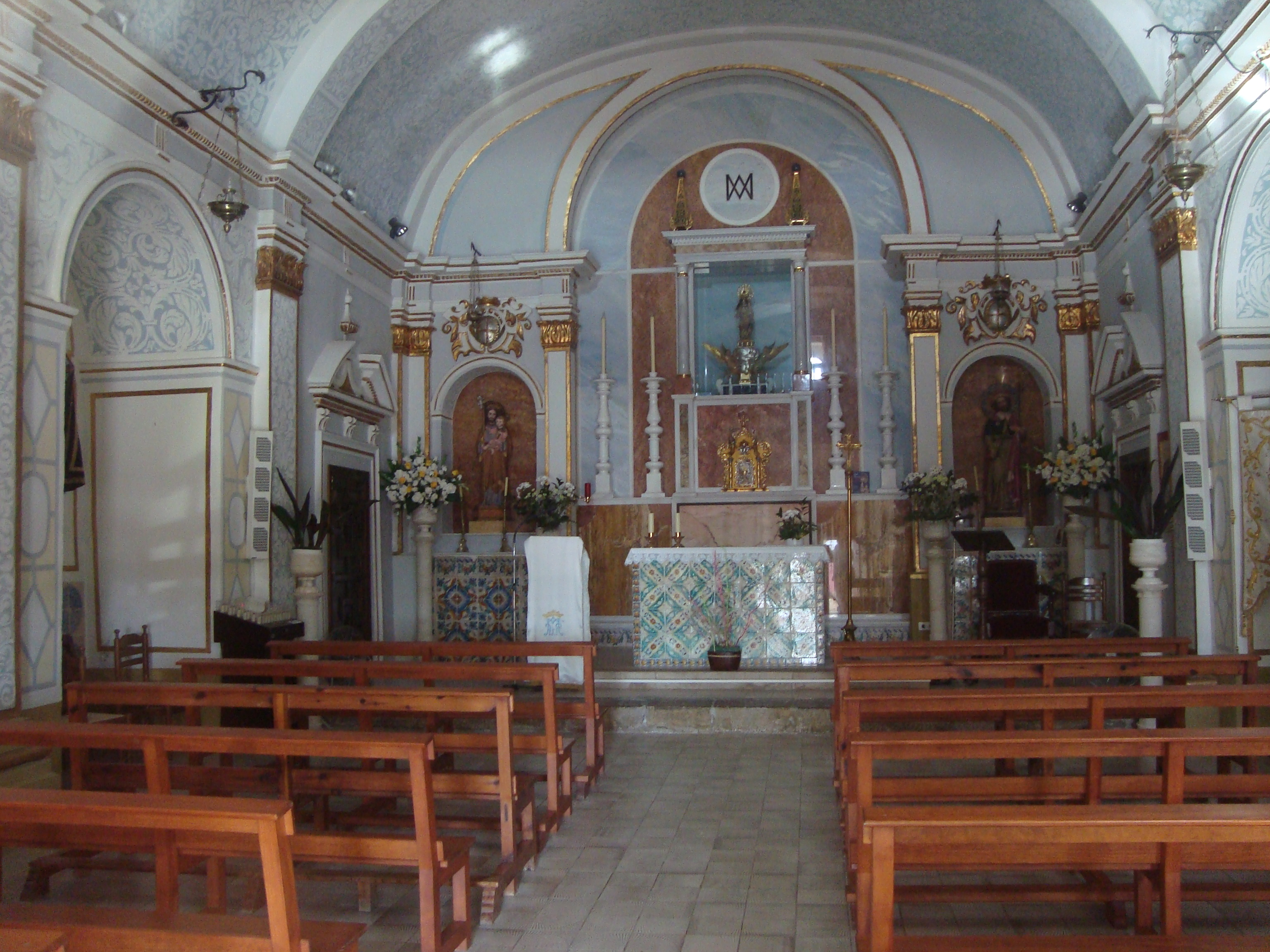
Église de la Mare de Deu de la Paciència d'Orpesa.